# 아틀레티코 나시오날
아틀레티코 나시오날(Atlético Nacional)은 콜롬비아 제2의 도시 메데인을 연고지로 하는 축구 클럽이다. 이 팀은 1947년에 설립되었으며, 현재 카테고리아 프리메라 A에 참가하고 있다.
1989년, 2016년 코파 리베르타도레스에서 우승을 차지한 적이 있다.

## 선수 명단

### 현역
참고: FIFA 자격 규정에 따라 소속된 국가대표팀 국기를 표시합니다. 선수는 복수의 FIFA 비회원국 국적을 가지고 있을 수 있습니다.
| 번호 | 포지션 | 국적     | 이름          |
| ---- | ------ | -------- | ------------- |
| 11   | FW     | 에콰도르 | 빌리 아르세   |
| 13   | DF     | 우루과이 | 카밀로 캔디도 |

| 번호 | 포지션 | 국적 | 이름 |
| ---- | ------ | ---- | ---- |

## 역대 감독
| 감독                     | 임기      |
| ------------------------ | --------- |
| 루이스 쿠비야            | 1983      |
| 아니발 루이스            | 1986      |
| 프란시스코 마투라나      | 1987~1990 |
| 루이스 페르난도 수아레스 | 1999~2000 |
| 루이스 페르난도 수아레스 | 2009      |
| 레이날도 루에다          | 2015~2017 |
| 후안마 리요              | 2017      |
| 알레샨드리 기마랑이스    | 2020~2021 |
| 프란시스코 마투라나      | 2021      |
| 윌리앙 아마라우          |           |
| 파블로 레페토            |           |

틀:아틀레티코 나시오날 선수 명단